# 蘭珀特山
蘭珀特山（英語：Mount Lampert），是南極洲的山峰，位於帕爾默地，處於凱爾西崖以西11公里，屬於蓋塔爾山脈的一部分，美國地質調查局根據測量和美國海軍拍攝的空中照片繪入地圖，現時由南極條約體系管理。